# Thestius selina
Thestius selina is een vlinder uit de familie van de Lycaenidae. De wetenschappelijke naam van de soort werd als Thecla selina in 1869 gepubliceerd door William Chapman Hewitson.